# Liste der Bischöfe von Poreč
Die folgenden Personen waren Bischöfe von Poreč bzw. Parenzo (Kroatien):
- Maurus (3. Jahrhundert)
- Euphrasius (530–560)
- Elia (560–579)
- Johannes I. (579)
- Catelino oder Ratelino (586)
- Angelo (590)
- Raschivus (590–595)
- Agnellus (595–610)
- Stefan (668)
- Aureliano (679)
- Stauratius (ca. 804)
- Laurentius (820)
- Julianus (ca. 840)
- Dominicus (ca. 860)
- Antonius I. (ca. 880)
- Pazinus (885, 895)
- Flandemanus (912)
- Eripetus (930)
- Andreas I. (946)
- Adam (961–990)
- Andreas II. (991 bis ca. 1010)
- Sigimbaldo (1015 bis um 1017)
- Engelmaro (1028–1040)
- Arpo (1045–1050)
- Orso (1050–1060)
- Adelman (1060–1075)
- Cadolo (1075–1082)
- Pagano I. (1082–1104)
- Bertold (1104–1120)
- Ferongo (1120–1131)
- Rodemondo (1131–1146)
- Vincenzo (1146–1158)
- Uberto (1158–1174)
- Peter I. (1174–1194)
- Johannes II. (1196–1200)
- Pulcherio (1200 bis ca. 1216)
- Adalberto (1219–1243)
- Pagano II. (1243–1246)
- Johannes III. (1249–1254)
- Otto (1256–1282)
- Bonifatius (1282–1305)
- Giuliano Natale (1306–1309)
- Graziadio (1309–1327)
- Giovanni IV. Gottoli de Sordello (1328–1367)
- Gilberto Zorzi (1367–1388)
- Giovanni V. Lombardo (1388–1415)
- Fantino Valaresso (1415–1425)
- Daniel Scotto de’ Rampi (1426–1433)
- Angelo Cavazza (1433–1440)
- Giovanni VI. (1440–1457)
- Placido Pavanello (1457–1464)
- Francesco Morosini (1464–1471)
- Bartolomeo Barbarigo (1471–1475)
- Silvestro Quirini (1476)
- Nikola I. Franco (1477–1485)
- Tommaso Catanei (1485)
- Francesco de Brevio (1485)
- Giovanni VII. Antonio Pavaro (1487–1500)
- Alvise Tasso (1500–1516)
- Girolamo Campegio (1516–1533)
- Lorenzo Kardinal Campegio (1533–1537) (Administrator)
- Giovanni Campegio (1537–1553) (danach Bischof von Bologna)
- Pietro II. Gritti (1553–1573)
- Cesare Nores (1573–1597)
- Giovanni Lippomano (1598–1608)
- Leonardo Tritonio (1609–1631)
- Ruggero Tritonio (1632–1644)
- Gianbattista Battista Del Giudice (1644–1666)
- Nikola Petronio Caldana (1667–1670)
- Alessandro Adelasio (1671–1711)
- Antonio II. Vaira (1712–1717)
- Petar III. Grassi (1718–1731)
- Vincenzo Maria Mazzoleni (1731–1741)
- Gaspar Negri (1742–1778)
- Francesco Polesini (1778–1819)

Ab 1827 wird das Bistum mit Pula zusammengelegt.

Zu den Bischöfen von Pula vor der Zusammenlegung siehe: Liste der Bischöfe von Pula
Bischöfe des Bistums Poreč-Pula:
- Antonio III. Peteani (1827–1857)
- Juraj Dobrila (1857–1875)
- Giovanni Nepomuceno Glavina (1878–1882) (auch Bischof von Triest)
- Luigi Mattia Zorn (1882–1883)
- Ivan Krst. Flapp (1884–1912)
- Trifun Pederzolli (1913–1941)
- Rafael Mario Radossi, O.F.M. Conv. (1941–1947) (auch Erzbischof von Spoleto)
  - Mihael Toroš (1947–1949) (Apostolischer Administrator)
  - Dragutin Nežić (1949–1960) (Apostolischer Administrator)
- Dragutin Nežić (1960–1984)
- Anton Bogetić (1984–1997)
- Ivan Milovan (1997–2012)
- Dražen Kutleša (2012–2020) (danach Koadjutorerzbischof von Split-Makarska)
- Ivan Štironja (seit 2023)[1]